# 宮永明子
宮永明子（みやなが あきこ 、1973年4月23日 - ）は北海道札幌市東区出身のフリーアナウンサー。札幌観光大使として活動し、ブログやメディアなどで札幌や北海道の魅力を紹介している。

## 略歴
北海道札幌北高等学校卒業後、北海道武蔵女子短期大学英文学科卒業。
北海道のフリーアナウンサー・ナレーターとしてキャリアをスタート。 
FM North Wave(JFL)、UHB北海道文化放送(CX系列)などで番組担当を経て、結婚のため、上京後は、「週刊  日経TRENDY」初代アシスタント、札幌観光大使の活動としてラジオＮＩＫＫＥI「北海道探究ラジオ～北海道通への道」パーソナリティー、  札幌街撮りツアーの企画運営・ファーマーズマーケットへの出店を展開。サッポロビールのオウンドメディア「北海道 Likers」フォトライターとして北海道の魅力を発信。その他、北海道関連イベント司会多数。 プライベートでは 6 歳児の母。 

### 過去のラジオ出演
- エフエム北海道（AIR-G'）の女子大生深夜番組『電波フリークス80.4』出身。
- 1993年からラジオのパーソナリティーやCMのナレーションのキャリアをスタート。
- 1997年8月～98年3月 FM NORTH WAVE『ROCK WAVE』のアシスタントDJを担当。
- 1998年4月～『RADIO POWER NORTH』のクルーズDJとしてウィークデイに登場、ヒロ福地とコンビを組んだ。
- 1999年4月～『GOOD MORNING SMILE』（月曜～金曜日 7:00～9:00）を担当。
- 2000年4月～『NORTH WAVE SUNDAY SHUFFLE』（毎週日曜8:00～12:00）のDJ。

結婚後、東京で活動を開始。
- 2004年9月～ 2013年9月 ホットスタッフ・プロモーションの 音楽アーティストインタビュー番組『RADIO RED HOT』ナビゲーター
- 2004年10月～2013年3月 横浜コミュニティ放送FMSalus『SQUARE SIDE』『ユトリヒト（毎週月～水曜 21:00～22:00）』『ロダンタイムズ』ほか
- 2005年1月～2010年3月  FM世田谷『オープンサロン834』にて堀江淳、音楽プロデューサーひのきしんじのアシスタントパーソナリティを担当
- 2007年10月～2011年8月　nikkei TRENDYnet ポッドキャスト番組『週刊 日経ＴＲＥＮＤＹ』アシスタントパーソナリティー
- 2013年4月～2014年9月　ラジオNIKKEI『北海道探究ラジオ～北海道通への道』パーソナリティー

### 過去のテレビ番組
- 2001年11月～2003年3月 北海道文化放送（uhb）で『情報ランチ』の司会を担当。
- 2002年8月　フジテレビ『北海道マラソン』 シチズン６０秒ＣＭ出演＆ナレーション
- 2017年7月　BS-TBS『関口宏のニッポン風土記』北海道  前・後編  出演

### 現在の出演
- 2006年～ はとバス ツアーPRビデオナレーション担当。
- 2017年4月～レインボータウンエフエム「大江戸ワイドスーパーアフタヌーン」水曜日パーソナリティー